# الغريض
أبو مروان عبد الملك الشهير (بالغريض أي المُغني المجيد) هو أحد أشهر مغني العصر الأموي، ولد في مكة، ثم تعلّم الغناء عن ابن سريج حتّى أصبح مغنيًا بارعًا. وكان يصطحب في غنائه العود والقضيب والدّف. (ت. 95 هـ / 714 م) وكان يُكنى أبا مروان.

## تعريف
لقب «الغريض» لجماله ونضارة وجهه. وقيل: بل لقب بذلك لأن الغريض كل غناء محدث طري.
وأخذ الغناء عن ابن سريج وابن مسجح،  فلما رأى ابن سريج مخايل التفوق فيه حده وطرده .
- جاء في الأغاني للأصفهاني : الغريض لقبٌ لقب به، لأنه كان طري الوجه نضراً غض الشباب حسن المنظر، فلقب بذلك. والغريض: الطري من كل شيء. وقال ابن الكلبي: شبه بالإغريض وهو الجمار فسمي به، وثقل ذلك على الألسنة فحذفت الألف منه، فقيل له: الغريض: واسمه: عبد الملك، وكنيته: أبو يزيد .
- قال عمر بن شبة عن أبي غسان عن جماعة من المكيين: أنه كان يكنى أبا مروان. وهو مولى العبلات، وكان مولداً من مولدي البربر. وولاؤه وولاء يحيى قيل وسمية للثريا «صاحبة عمر بن أبي ربيعة» وأخواتها: الرضيا وقريبة وأم عثمان بنات علي بن عبد الله بن الحارث بن أمية الأصغر .

## بداياته بالغناء
كان للرثاء شأن في أول الدولة الأموية، حتى كانت المراثي يناح بها نوحًا على القتلى والأموات، وأشهر من عرف بذلك الغريض المغني، وقد ربته الثريا بنت عبد الله بن الحارث وعلمته النوح بالمراثي على من قتله يزيد بن معاوية من أهلها في وقعة الحرة وكان المشهور قبله بالنوح ابن سريج المغني الذي علمه الغناء ، وقد عدل ابن سريج بعد ظهور الغريض عليه إلى الغناء فعدل معه الغريض إليه .
كان ابن سريج المغني يجلس عند الثريا ويأكل عندها ويشرب ويتحدث إليها، ويأنس بها،  ( والثريا التي يتغزل بها الشاعر عمر بن أبي ربيعة وهي سيدة من بنات أشراف العرب ) . 
وبينما كان ابن سريج عند الثريا نظر يوماً إلى الغريض فأعجبه حسنه وظرفه وتخضع كلامه، فقال للثريا: هل لك أن تخليني وإياه أعلمه لك الغناء فلا يفوته مال أبداً أو جاه في الناس؟ فقالت: دونكه! فذهب به إلى منزله فجعل لا يعمله إلا شيئاً إلا لقنه! وجعل إخوان ابن سريج، ومن كان يغشاه لا يراه أحد منهم إلا أحبه فحسده ابن سريج وخاف أن يبرز عليه فطرده، فأتى مولاته وشكى ذلك إليها، فقالت له: هل لك أن تنوح ونحن نقول لك الشعر فتبكي به؟ فإنك تستغني عن الغناء؟! فقال: وكيف لي بذلك؟ فقلن له شعراً فناح به فظهر اسمه، وعرف، وكان يدخل المآتم فتضرب دونه الحجب والكلل، وناح مع النسوة ليلة في ذي طوى، فلما هدأت العيون جاءه من كلمه وقال: لا تنح فقد فتنت نساءنا، فترك النوح ومال إلى الغناء فتسامع الناس به وفتنهم وجعل لا يلصق إلا بالأشراف وذوي المروءات فتقدم ونبل وصار لا يغني ابن سريج صوتاً إلا غناه أو غير صنعته وادعاه. وما زال أهل مكة لا يفضلون ابن سريج عليه إلا بالسبق، ولذلك قالت سكينة بنت الحسين  حين سمعتهما: أنتما كالجديين الحار والبارد لا يدرى أيهما أطيب. وسمي الغريض لأن ابن سريج سمعه وهو يتغنى على سطح فقال: إن هذا لصوت غريض .

## تفوقه على معلمهابن سريج المغني
قال محمد بن سلام وعدد من الرواة : كان الغريض يضرب بالعود وينقر بالدف ويوقع بالقضيب، وكان جميلاً وضيئاً، وكان يصنع نفسه ويبرقها. وكان قبل أن يغني خياطاً. وأخذ الغناء في أول أمره عن ابن سريج المغني، لأنه كان يخدمه. فلما رأى ابن سريج طبعه وظرفه وحلاوة منطقه خشي أن يأخذ غناءه فيغلبه عليه عند الناس ويفوقه بحسن وجهه وجسده؛ فاعتل عليه، وشكاه إلى مولياته، وهن كن دفعنه إليه ليعلمه الغناء، وجعل يتجنى عليه ثم طرده؛ فشكا ذلك إلى مولياته وعرفهن غرض ابن سريج في تنحيته إياه عن نفسه، وأنه حسده على تقدمه .
فقلن له المولويات : هل لك في أن تسمع نوحنا على قتلانا فتأخذه وتغني عليه؟ قال: نعم فافعلن، فأسمعنه المراثي فاحتذاها وخرج غناءً عليها كالمراثي، وكان ينوح مع ذلك فيدخل المآتم وتضرب دونه الحجب ثم ينوح فيفتن كل من سمعه. ولما كثر غناؤه اشتهاه الناس وعدلوا إليه لما كان فيه من الشجا. فكان ابن سريج لا يغني صوتاً إلا عارضه الغريض فيه لحناً آخر. فلما رأى ابن سريج موقع الغريض اشتد عليه وحسده، فغنى الأرمال والأهزاج فاشتهاها الناس؛ فقال له الغريض: يا أبا يحيى، قصرت الغناء وحذفته؛ قال: نعم يا مخنث حين جعلت تنوح على أمك وأبيك. قال إسحاق وحدثني أبو عبيدة قال: لما غضب ابن سريج على الغريض فأقصاه وهجره لحق بحوراء وبغوم - جاريتين نائحتين كانتا في شعب ابن عامر بمكة، ولم يكن قبلهما ولا بعدهما مثلهما - فرأتاه يوماً يعصر عينيه ويبكي؛ فقالتا له: ما لك تبكي؟ فذكر لهما ما صنع به ابن سريج؛ فقالتا له: لا أرقأ الله دمعك! ألزز رأسك بين ما أخذته عنه وبين ما تأخذه منا، فإن ضعت بعدها فأبعدك الله .
وقال إسحاق الموصلي: وسمعت جماعةً من البصراء عند أبي يتذاكرونهما، فأجمعوا على أن الغريض أشجى غناءً، وأن ابن سريج أحكم صنعةً .

## الأربعة المشهورين بالغناء
قال إسحاق وحدثني أبو عبد الله الزبيري قال: رأيت جريراً في مجلس من مجالس قريش فسمعته يقول: كان المغنون بمكة أربعة، فسيد مبرز وتابع مسدد؛ فسألناه عن ذاك، فقال: كان السيد أبو يحيى بن سريج والتابع أبو يزيد الغريض. وكان هناك رجل عالم بالصناعة فقال: كان الغريض أحذق أهل زمانه بمكة بالغناء بعد ابن سريج، كان الناس لا يفرقون بينه وبين ابن سريج وما زال أصحابنا لا يفرقون بينهما لمقاربتهما في الغناء. قال الزبيري وقال بعض أهلي: لو حكمت بين أبي يحيى وابي يزيد لما فرقت بينهما، وإنما تفضيلي أبا يحيى بالسبق، فأما غير ذلك فلا، لأن أبا يزيد عنه أخذ ومن بحره اغترف وفي ميدانه جرى، فكان كأنه هو؛ ولذلك قالت سكينة بنت الحسين لما غنى الغريض وابن سريج:
عوجي علينا ربة الهودج 
والله ما أفرق بينكما، وما مثلكما عندي إلا كمثل اللؤلؤ والياقوت في أعناق الجواري الحسان لا يدرى أي ذلك أحسن .

## وفاته
وكانت وفاة الغريض في أيام سليمان بن عبد الملك أو عمر بن عبد العزيز لم يتجاوزها. والأشبه أنه مات في خلافة سليمان، لأن الوليد كان ولى نافع بن علقمة مكة ومنع الغناء فهرب منه الغريض وأقام باليمن واستوطنها مدة ثم مات بها .